# Почайнинська вулиця
Почайнинська вулиця — вулиця в Подільському районі міста Києва, місцевість Поділ. Пролягає через весь Поділ від Іллінської та Набережно-Хрещатицької до Набережно-Лугової вулиці.
Прилучаються вулиці Григорія Сковороди, Спаська, Хорива, Верхній Вал і Нижній Вал, Ярославська, Щекавицька, Введенська і Турівська.

## Історія
Одна з найдавніших вулиць Києва, була відома під назвою Почаївська. Вулиця мала характерний для ландшафту цієї частини міста вузький та звивистий характер. Після Подільської пожежі 1811 року була заново розпланована відповідно до плану архітектора Вільяма Гесте. Траса вулиці прокладена з урахуванням розміщення композиційних домінант допожежної забудови, до яких належать Іллінська церква, церква Миколи Набережного та церква Введення Пресвятої Богородиці.
Сучасна назва вулиці вживається з середини XX століття і походить від річки Почайна — правої притоки Дніпра, у гирлі якої знаходився порт (або Притика) на торговельному шляху «з варяг у греки». Вважається, що вулиця прокладена на місці колишнього русла Почайни.
Однак ще до початку 1970-х років в офіційних документах та на картах міста паралельно вживалися як стара, так і нова назва вулиці.

## Забудова

### Іллінська церква
Нинішня Іллінська церква (вул. Почайнинська, 2) вважається наступницею першого християнського храму Русі. Є пам'яткою національного значення. Архітектурний ансамбль церкви складають:
- Іллінська церква (1692 р.)
- Дзвіниця (початок XVIII ст.)
- Мала бурса (XVIII ст.)
- Брама й огорожа (1755 р.)
- Проскурня (друга половина XVIII ст.)

### Інші пам'ятки історії та архітектури

Пам'ятний хрест Жертвам Голодомору

- Будинок № 12
- Будинок № 18
- Будинок № 26 — Успенська старообрядницька церква, існує з 1908 року.
- Будинок № 27 — Введенська церква.
- Будинок № 28
- Будинок № 40
- Будинок № 62 — пам'ятка історії, зведений у 1969 році. Дев'ятиповерховий, цегляний. У 1969—1991 роках в квартирі № 14 проживав Йосиф Оксіюк, архієпископ УАПЦ[8].

### Пам'ятники та меморіальні дошки
- Пам'ятний хрест Жертвам Голодомору на вшанування жертв Голодомору і репресій 1930-х рр.; знаходиться на території церкви Миколи Набережного.